# Beltanelliformis
Beltanelliformis — рід едіакарських дископодібних фосилій. Скам'янілі відбитки Beltanelliformis знайдені у багатьох країнах світу, зокрема, в у Росії, Китаї, Індії, США, Канаді, Іспанії та Намібії. Різні дослідники трактували Beltanelliformis по-різному: і як небіологічні об'єкти, і як представників тваринного царства (губки або кнідаріі), і як гриби, і як еукаріотичні водорості, і, нарешті, як колонії прокаріотів.

## Класифікація
Різні дослідники класифікували дископодібні відбитки по-різному: і як небіологічні об'єкти, і як представників тваринного царства (губки або кнідарії), і як гриби, і як еукаріотичні водорості, і, нарешті, як колонії прокаріотів.
У статті, опублікованій 22 січня 2018 року в журналі «Nature Ecology & Evolution», російські та австралійські палеонтологи привели нові дослідження, що дозволяють віднести Beltanelliformis до колоніальних ціанобактерій.